# Peter Gerritsz-orgel

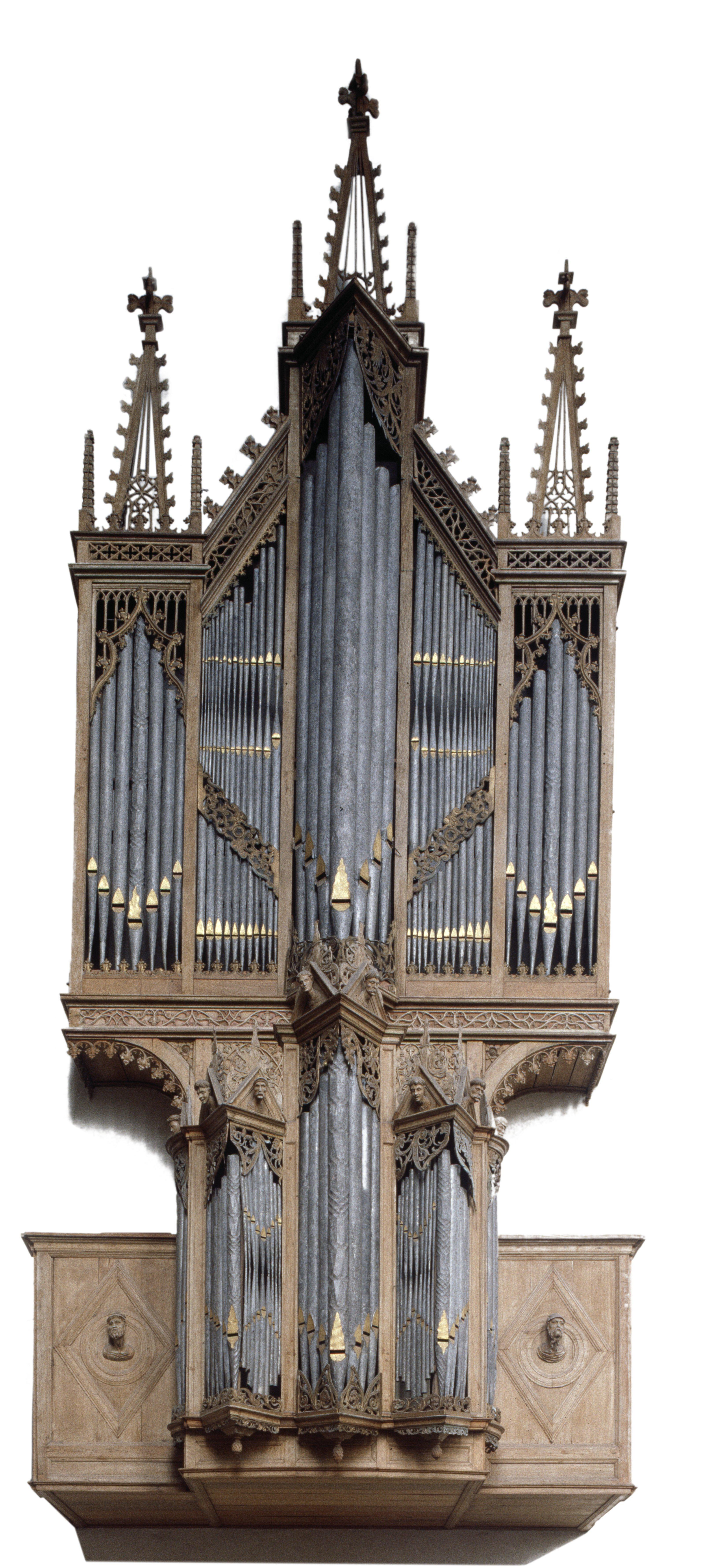
Overzicht van het Nicolai-orgel, digitaal "losgemaakt" van omgeving

Het Peter Gerritsz-orgel (ook bekend als Nicolai-orgel) uit 1479 is het oudste orgel van Nederland. Het is gebouwd door Peter Gerritsz voor de Nicolaïkerk in Utrecht en bevindt zich sinds 1952 in de Koorkerk in Middelburg.

## Geschiedenis
Het orgel is tussen 1478 en 1481 gebouwd met een blokwerk en in 1560 uitgebreid met springladen en een uitstekend rugwerk met sleepladen, gedecoreerd met de hoofden van de twaalf apostelen.
In de 19e eeuw werd het orgel steeds gebrekkiger om te onderhouden en voldeed niet meer aan de eisen van de tijd. Het orgel werd daarop vervangen in 1885 voor een moderner orgel. Op advies van de Vereniging voor Nederlandse Muziekgeschiedenis werd het orgel op 28 juli 1885 aangekocht door de Nederlandse staat en ondergebracht in de collectie van het Nederlandsch Museum voor Geschiedenis en Kunst dat gevestigd werd in het Rijksmuseumgebouw, later opgegaan in het Rijksmuseum Amsterdam. Door orgelbouwer Michaël Maarschalkerweerd is het orgel opgehangen op de binnenplaats van het museum.
Vlak voor de Duitse bezetting van Nederland is het orgel opgeslagen. In het kader van de wederopbouw werd de orgelkas vanaf 1952 opgehangen in de door de oorlog zwaar beschadigde en in 1952 gerestaureerde Koorkerk in Middelburg. Het binnenwerk werd elders opgeslagen.

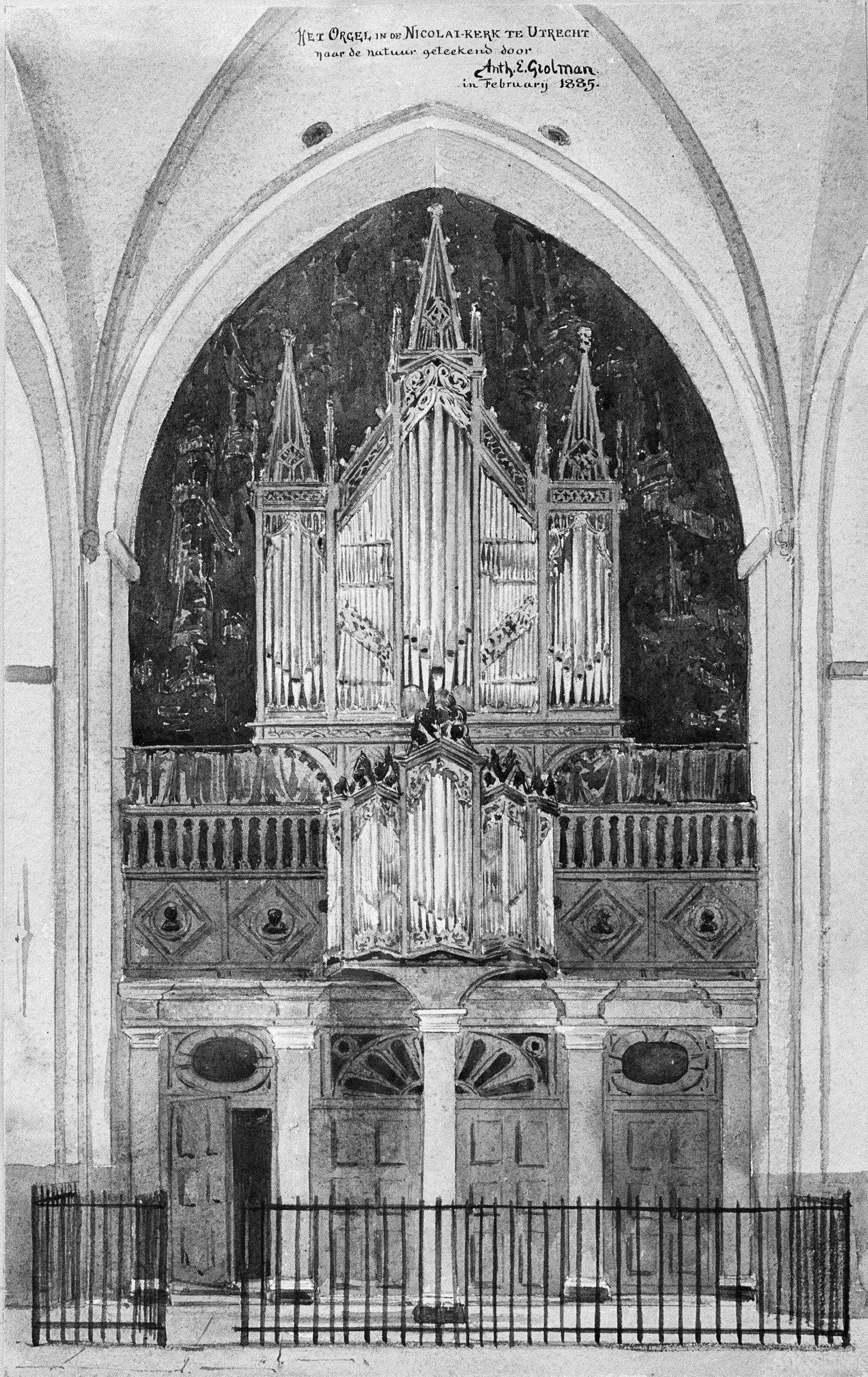
Tekening van het orgel in de Nicolaikerk in 1885
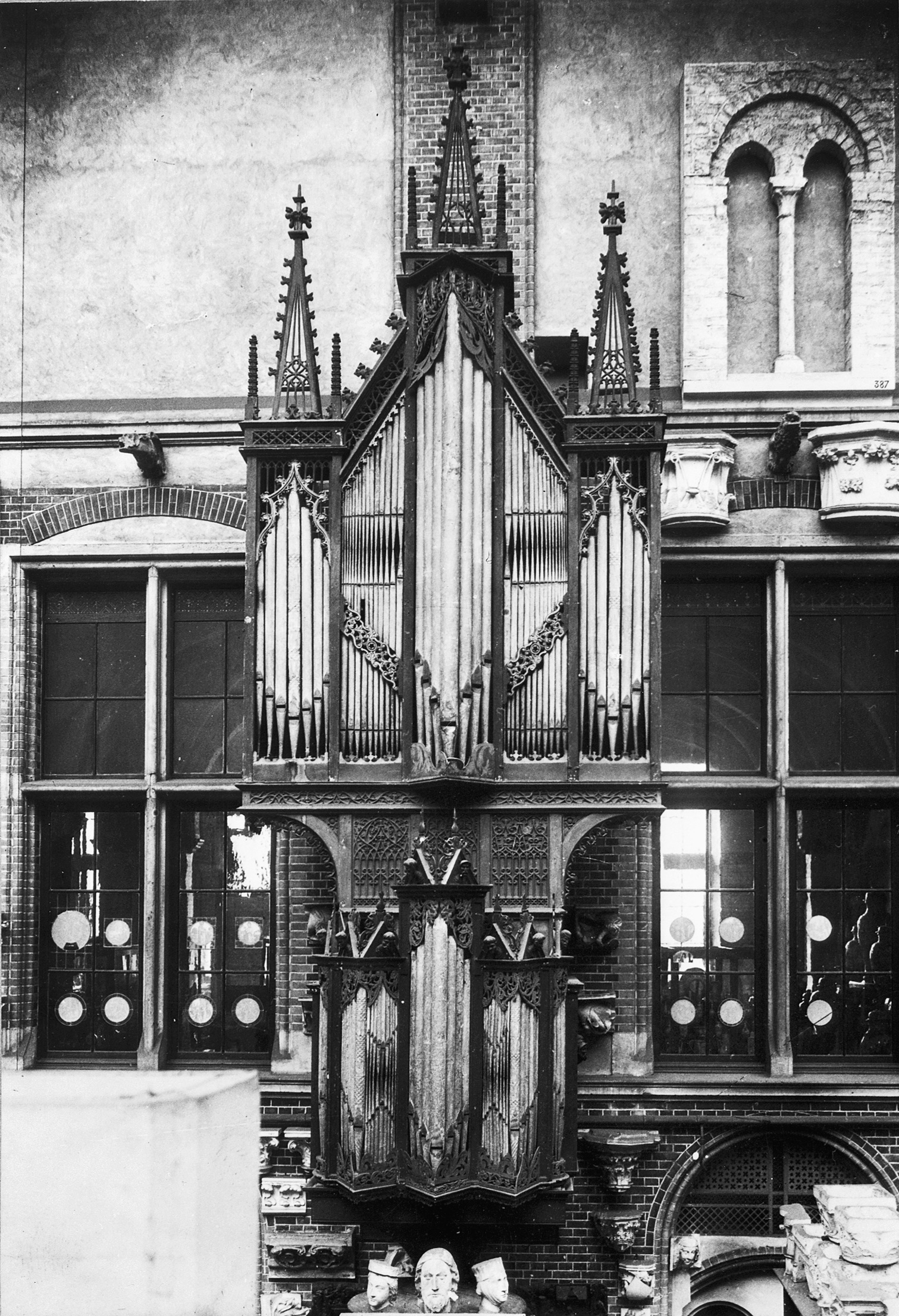
Opstelling in het Rijksmuseum
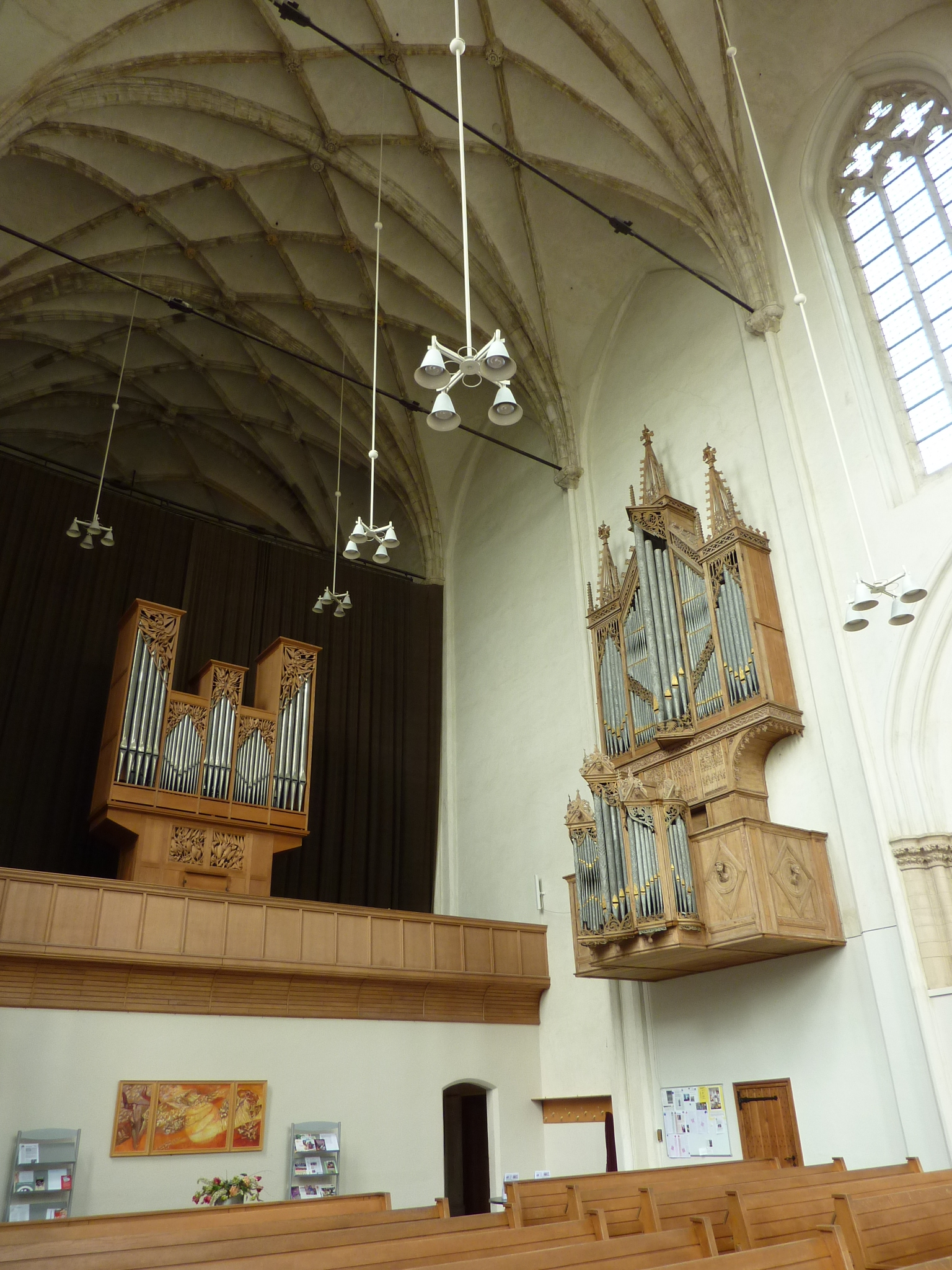
Opstelling orgelkas in de Koorkerk in Middelburg
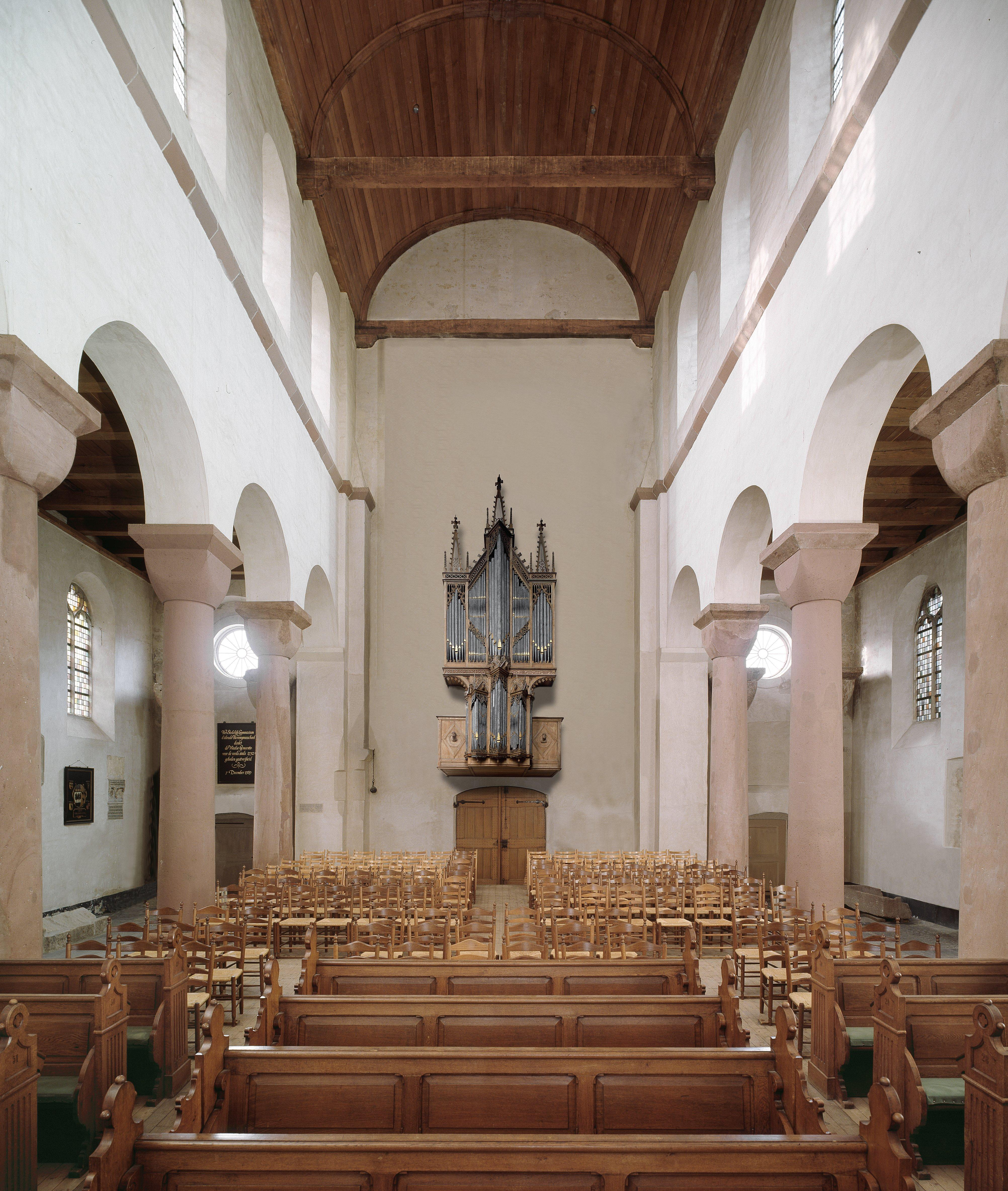
Fotomontage orgel geplaatst in de Pieterskerk te Utrecht

## Terugplaatsing
De kerk van Middelburg had de orgelkas in bruikleen gekregen voor 100 jaar. In 1999 is deze afspraak door het Rijksmuseum aangepast naar perioden van vijf jaar en werd gekeken naar mogelijke terugplaatsing in Utrecht. Een replica van het orgel werd in opdracht van de Rijksdienst voor het Cultureel Erfgoed hiertoe gebouwd. Na een jarenlange discussie of het orgel het beste weer teruggeplaatst kan worden op zijn oorspronkelijke plek in Utrecht, heeft de Raad van State bepaald dat een verhuizing toegestaan is.

## Techniek
Ten opzichte van de orgels zoals die tegenwoordig nog in gebruik zijn en worden gebouwd zijn er een aantal verschillen. Het orgel is gestemd in middentoonstemming. Dit in tegenstelling tot de meeste instrumenten die gelijkzwevend zijn gestemd. De stemtoonhoogte van het orgel is niet 440 Hz maar 388 Hz.
Een belangrijk kenmerk van het orgel is dat het verschillende perioden van de orgelbouwkunst in zich meedraagt: ‘De voornaamste merkwaardigheid ontleent dit orgel hieraan, dat drie hoofdperioden der pneumatische orgelbouwkunst er in vertegenwoordig[d] zijn, namelijk de allereerste periode, waarin alle pijpen op een toets geplaatst steeds te gelijk geluid gaven; ten tweede de in die tijd zo belangrijke uitvinding der zogenaamde springladen, die toelieten ieder register afzonderlijk te gebruiken, en ten derde de nog heden in gebruik zijnde sleepladen’.

## Navolging
Op het orgel zijn meerdere orgels gebaseerd. Het nieuwe orgel in de Nicolaïkerk kreeg een orgelkas die gelijkenis vertoont. Ook Maarschalkerweerd heeft verschillende orgels gemaakt die hierop geïnspireerd zijn, waaronder het orgel in de parochiekerk van Vianen en Kockengen. Het replica van de Rijksdienst is in april 2012 als het Van Stratenorgel in gebruik genomen in het Orgelpark in Amsterdam.

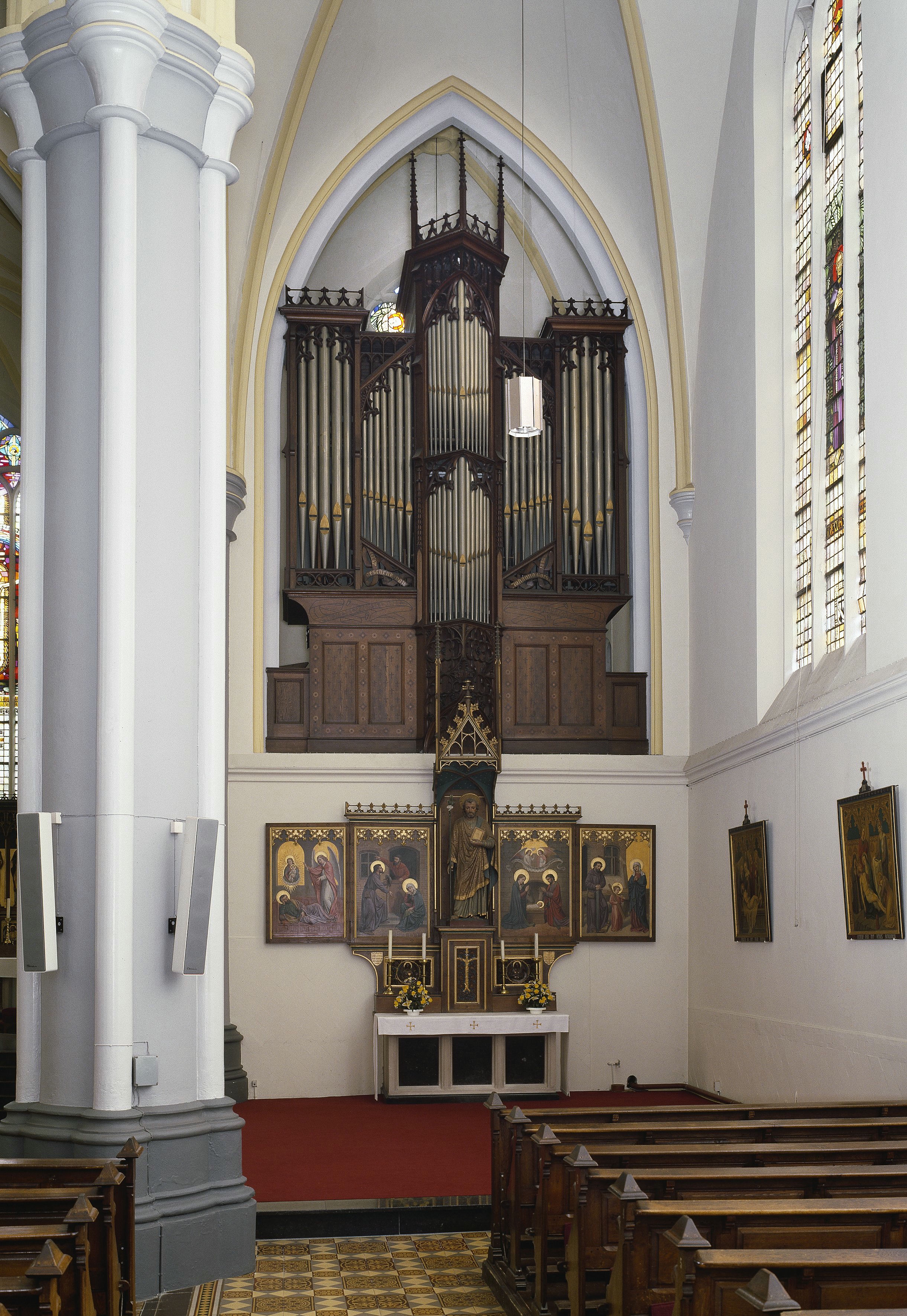
orgel in Vianen
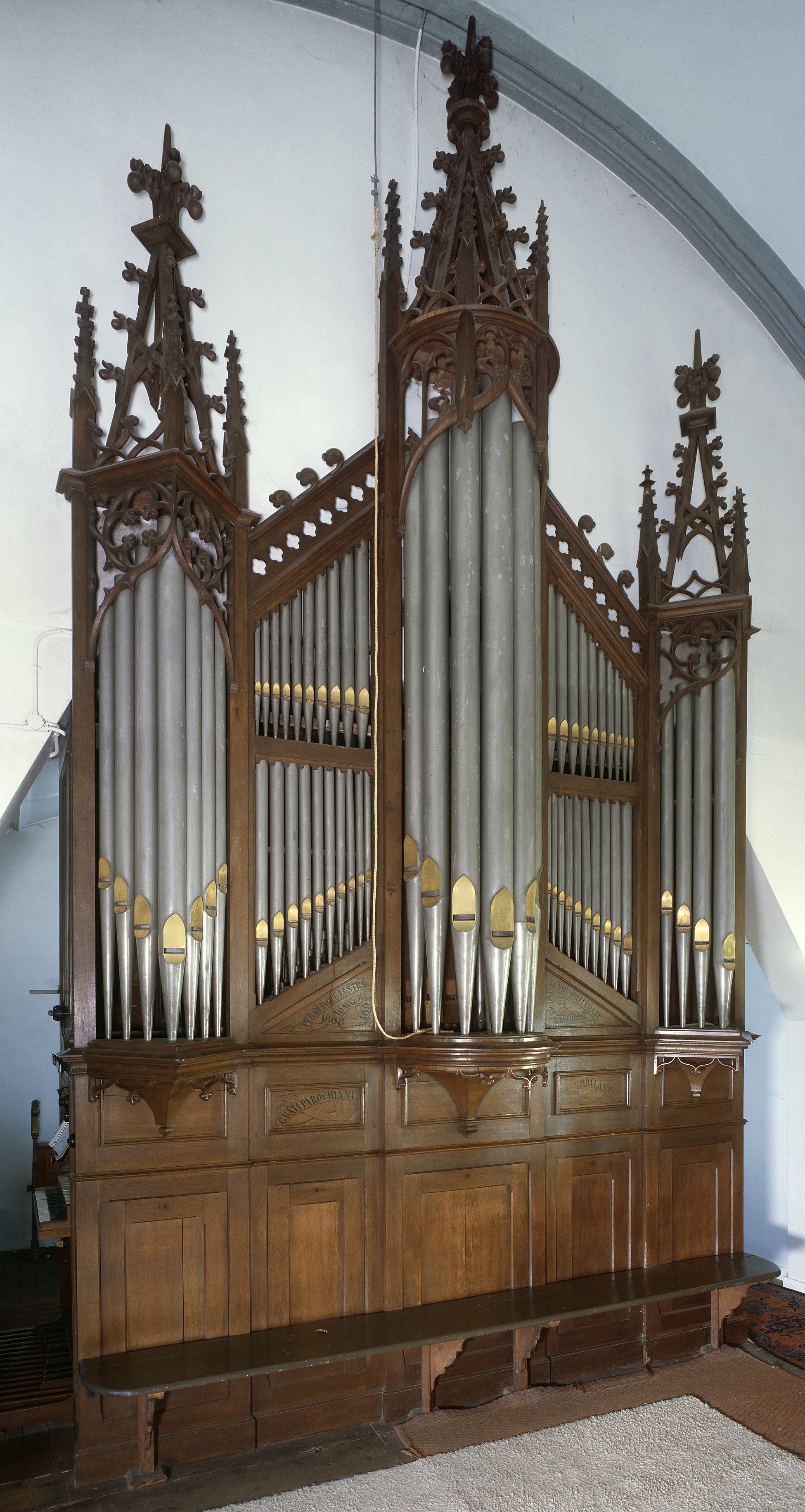
orgel in Kockengen
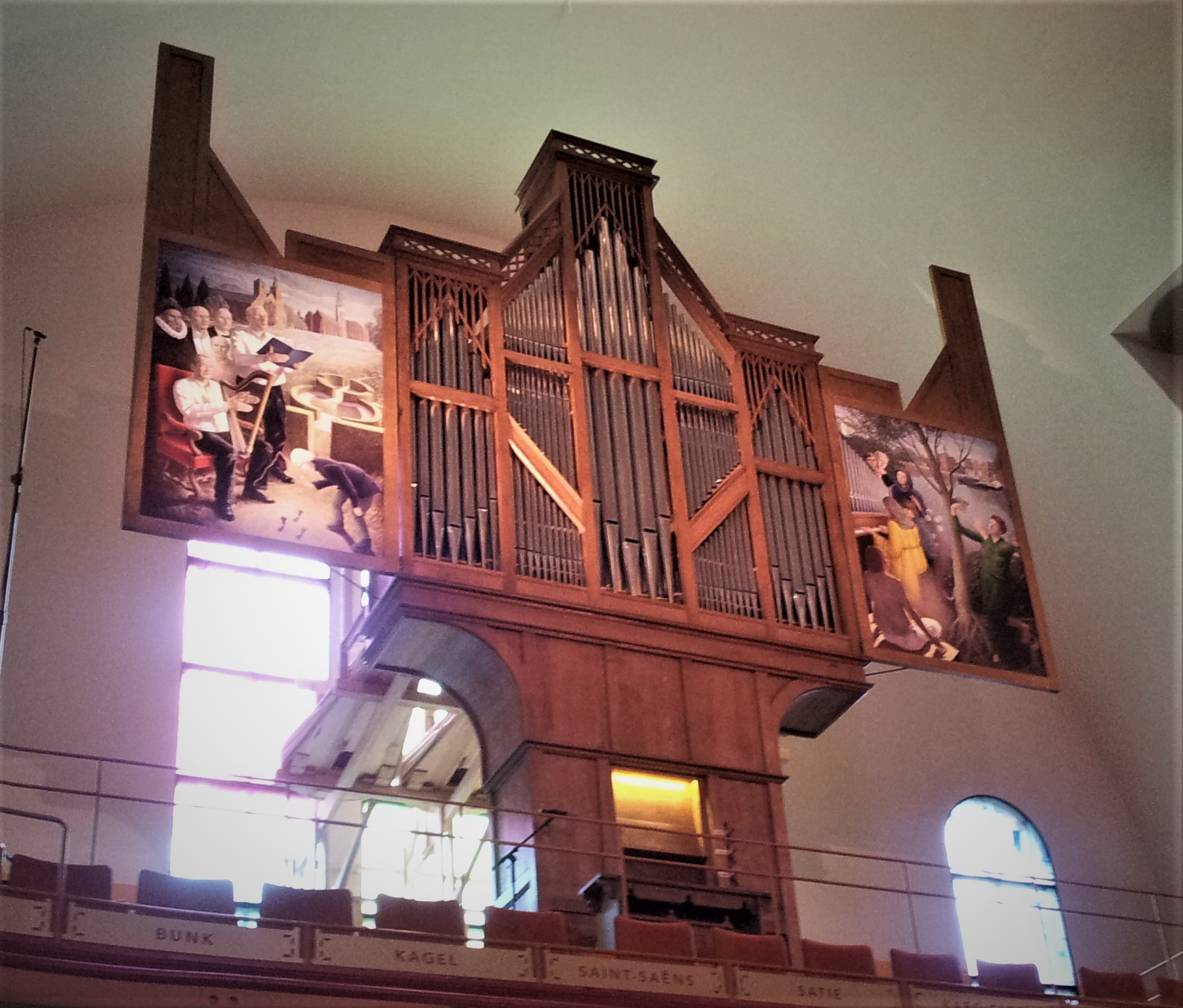
orgel in het Orgelpark